# استبان دپالاما
خوزه استبان د پالما (به اسپانیایی: José Esteban de Palma) (زاده ۱۸ ژانویه ۱۹۶۷) بازیکن سابق تیم ملی والیبال آرژانتین است.
استبان از ستاره‌های تیم ملی آرژانتین محسوب می‌شد و در بازی‌های المپیک تابستانی ۱۹۸۸ به همراه آرژانتین به مدال برنز دست یافت.